# Konica Cup 1990
La Konica Cup 1990 è stata la prima edizione del secondo torneo organizzato dalla Japan Soccer League, all'epoca massimo livello del campionato giapponese di calcio.

## Date
| Turno                  | Data                        |
| ---------------------- | --------------------------- |
| Primo turno - Girone A | 3 - 31 ottobre 1990         |
| Primo turno - Girone B | 3 ottobre - 7 novembre 1990 |
| Semifinali             | 14 novembre 1990            |
| Finale                 | 23 novembre 1990            |

## Risultati

### Fase a gironi

#### Girone A
| Squadra             | P.ti | G | V | S | RF | RS | DR  |
| ------------------- | ---- | - | - | - | -- | -- | --- |
| Yamaha Motors       | 18   | 6 | 5 | 1 | 11 | 4  | +7  |
| Yomiuri             | 16   | 6 | 4 | 2 | 12 | 3  | +9  |
| Matsushita Electric | 16   | 6 | 4 | 2 | 8  | 7  | +1  |
| Furukawa Electric   | 12   | 6 | 4 | 2 | 6  | 4  | +2  |
| NKK                 | 9    | 6 | 3 | 3 | 4  | 6  | -2  |
| Toyota Motors       | 4    | 6 | 1 | 5 | 5  | 8  | -3  |
| Giappone U-19       | 0    | 6 | 0 | 6 | 3  | 17 | -14 |

|                     | YAM             | YOM             | MAT           | FUR           | NKK           | TOY           | U19   |
| ------------------- | --------------- | --------------- | ------------- | ------------- | ------------- | ------------- | ----- |
| Yamaha Motors       |                 | 0 - 0 (12 - 11) | 1 - 1 (2 - 4) | 1 - 1 (3 - 2) | 2 - 0         | 3 - 1         | 4 - 1 |
| Yomiuri             | 0 - 0 (11 - 12) |                 | 1 - 2         | 2 - 1         | 3 - 0         | 1 - 0         | 5 - 0 |
| Matsushita Electric | 1 - 1 (4 - 2)   | 2 - 1           |               | 0 - 0 (3 - 4) | 0 - 3         | 2 - 1         | 3 - 1 |
| Furukawa Electric   | 1 - 1 (2 - 3)   | 1 - 2           | 0 - 0 (4 - 3) |               | 1 - 0         | 1 - 1 (3 - 0) | 2 - 0 |
| NKK                 | 0 - 2           | 0 - 3           | 3 - 0         | 0 - 1         |               | 0 - 0 (5 - 4) | 1 - 0 |
| Toyota Motors       | 1 - 3           | 0 - 1           | 1 - 2         | 1 - 1 (0 - 3) | 0 - 0 (4 - 5) |               | 2 - 1 |
| Giappone U-19       | 1 - 4           | 0 - 5           | 1 - 3         | 0 - 2         | 0 - 1         | 1 - 2         |       |

#### Girone B
| Squadra           | P.ti | G | V | S | RF | RS | DR |
| ----------------- | ---- | - | - | - | -- | -- | -- |
| ANA               | 20   | 6 | 5 | 1 | 10 | 4  | +6 |
| Toshiba           | 16   | 6 | 4 | 2 | 11 | 9  | +2 |
| Mitsubishi Motors | 13   | 6 | 4 | 2 | 6  | 4  | +2 |
| Nissan Motors     | 12   | 6 | 3 | 3 | 9  | 6  | +3 |
| Honda Motor       | 8    | 6 | 3 | 3 | 4  | 5  | -1 |
| Yanmar Diesel     | 6    | 6 | 2 | 4 | 4  | 9  | -5 |
| Giappone U-21     | 0    | 6 | 0 | 6 | 6  | 13 | -7 |

|                   | ANA   | TOS           | MIT           | NIS           | HON           | YAN           | U21           |
| ----------------- | ----- | ------------- | ------------- | ------------- | ------------- | ------------- | ------------- |
| ANA               |       | 2 - 1         | 2 - 0         | 0 - 2         | 2 - 1         | 2 - 0         | 2 - 0         |
| Toshiba           | 1 - 2 |               | 0 - 1         | 2 - 1         | 1 - 1 (3 - 1) | 3 - 1         | 4 - 3         |
| Mitsubishi Motors | 0 - 2 | 1 - 0         |               | 2 - 1         | 0 - 0 (4 - 2) | 1 - 1 (3 - 4) | 2 - 0         |
| Nissan Motors     | 2 - 0 | 1 - 2         | 1 - 2         |               | 0 - 0 (2 - 3) | 3 - 1         | 2 - 1         |
| Honda Motor       | 1 - 2 | 1 - 1 (1 - 3) | 0 - 0 (2 - 4) | 0 - 0 (3 - 2) |               | 0 - 0 (3 - 1) | 2 - 2 (5 - 4) |
| Yanmar Diesel     | 0 - 2 | 1 - 3         | 1 - 1 (4 - 3) | 1 - 3         | 0 - 0 (1 - 3) |               | 1 - 0         |
| Giappone U-21     | 0 - 2 | 3 - 4         | 0 - 2         | 1 - 2         | 2 - 2 (4 - 5) | 0 - 1         |               |

### Fase ad eliminazione diretta

#### Semifinali
| Tokyo 14 novembre 1990 | Yamaha Motors | 2 – 1 | Toshiba | Nishigaoka Stadium |

| Tokyo 14 novembre 1990 | ANA | 0 – 5 | Yomiuri | Natonal Stadium |

#### Finale
| Shizuoka 23 novembre 1990 | Yomiuri | 2 – 1 | Yamaha Motors |  |

## Verdetti
- Squadra vincitrice:  Yomiuri (primo titolo)
- Premio fair play:  Toshiba
- Miglior giocatore:  Ruy Ramos ( Yomiuri)